# Juan Ignacio Molina
Juan Ignacio Molina (znám též pod poitalštěným jménem Giovanni Ignazio Molina; 24. června 1740 – 12. září 1829) byl chilský kněz, jezuita a přírodovědec. Jako první popsal řadu jihoamerických druhů, jeho autorská zkratka je citována jako Molina.

## Život
Molina se narodil v Guaraculén, haciendě poblíž Villa Alegre, v současné provincii Linares, v oblasti Maule. Jeho rodiči byli Agustín Molina a Francisca González Bruna.
Vzdělával se nejdříve v Talce a později na jezuitské škole v Concepciónu. Po ukončení studií vstoupil do jezuitského řádu.
V roce 1768 byl spolu s ostatními jezuity vyhnán z Chile, poté sídlil v Bologni, kde se stal profesorem přírodních věd. V roce 1782 napsal knihu Saggio sulla Storia Naturale del Cile, ve které popsal historii chilské přírody a řadu dosud nepopsaných druhů (např. nutrie říční, osmák degu, kočka pampová, boldovník vonný, Acacia caven…)